# Čiba
Čiba (japonsky: 千葉市, Čiba-ši) je hlavním městem japonské prefektury Čiba. Leží na 40 km na východo-jihovýchod od Tokia na pobřeží Tokijského zálivu.
Město Čiba je jedním z hlavních přístavů regionu Kantó. Většina města má rezidenční charakter, pouze při pobřeží jsou továrny a sklady. Nejméně urbanizované jsou čtvrti Wakaba a Midori, kde je nejvíce lesů a krajiny zemědělského typu. Ve čtvrti Midori se nachází nejvyšší bod města 103,6 m n. m.

## Historie
Město bylo založeno 1. ledna 1921 a 1. dubna 1992 se stalo „městem z titulu vládního nařízení“ (tzn., že je de facto postaveno na úroveň okresu).
Během druhé světové války bylo město v období června a července 1945 bombardováno letadly United States Army Air Forces (USAAF). Největší škody způsobil kobercový nálet s použitím napalmových pum 6. července 1945. Zničeno bylo téměř 44 % území města a zemřelo 1530 lidí.

## Městské čtvrti
Čiba má 6 městských čtvrtí/městských obvodů (ku):
| Čtvrť         | Japonsky | Počet obyvatel k 1. 12. 2015 | plocha km² |
| ------------- | -------- | ---------------------------- | ---------- |
| Čúó-ku        | 中央区   | 204 640                      | 44,69 km²  |
| Hanamigawa-ku | 花見川区 | 178 449                      | 34,19 km²  |
| Inage-ku      | 稲毛区   | 158 890                      | 21,22 km²  |
| Midori-ku     | 緑区     | 126 935                      | 66,25 km²  |
| Mihama-ku     | 美浜区   | 148 579                      | 21,20 km²  |
| Wakaba-ku     | 若葉区   | 150 950                      | 84,21 km²  |

## Doprava
- Nejbližší významnější letiště jsou Narita a Tokio, obě mezinárodní
- Monorail: Závěsný monorail Safege v Čibě, linie 1 a 2
- Železnice:
  - Linie Sotobó (外房線)
  - Linie Keijó (京葉線)
  - Linie Učibó (内房線)
  - Linie Sóbu (総武本線)
- Dálnice a silnice
  - Dálniční úseky silnic č. 357, 16, 14, placené dálnice a silnice dálničního typu: Higašikantó (東関東自動車道), od jihu Tatejama (館山自動車道) (přechází dále v silnici Keijó (京葉道路, neboli č. 14), k ní se od východu připojuje silnice Čiba-Tógane (千葉東金道路). Pokračováním dálnice Higašikantó za dálničním uzlem se silnicí Keijó směrem k (jiho)západu je silnice (Tókjó) Wangan (東京湾岸道路), jejíž placená trasa obsahuje části silnic č. 14, 16 a 357.
  - Ostatní silnice (od jihu k severu): č. 143, 145, 287, 24, 300, 144, 297, 13, 139, 141, 14, 21, 130, 243, 126, 218, 20, 66, 67, 217, 126, 51, 40, 64, 72, 133, 15, 205, 57, 69

## Školství a osvěta
Ve městě jsou 3 veřejné vysoké školy:
- Čiba-daigaku (千葉大学)
- Tokijská univerzita (Odontologická fakulta (Tókjó-šika-Daigaku 東京歯科大学), Výzkumný ústav průmyslu při Tokijské universitě (Tókjó-Daigaku-Seisan-gidžucu-kenkjúšo, 東京大学生産技術研究所)
- Univerzita Zdravotních věd Čiba (千葉県立保健医療大学)

10 soukromých univerzit/vysokých škol
- Univerzita Šukutoku (淑徳大学)
- Univerzita Keiai (敬愛大学)
- Čiba Keizai-daigaku (千葉経済大学)
- Tokijská Univerzita informatiky (東京情報大学)
- Univerzita Uekusa-gakuen (植草学園大学)
- Tókjó-šika-Daigaku (東京歯科大学)
- Kanda-gaigo-Daigaku (神田外語大学)
- D-learning Univerzita Japonska (放送大学)
- Univerzita Teikjó Heisei (帝京平成大学)
- LEC東京リーガルマインド大学 (Tokijská univerzita pro rozvoj kariéry, [LEC Tókjó-rígarumaindo-daigaku])

4 Junior College
- Junior College Meitoku v Čibě (千葉明徳短期大学)
- Čiba-Keizai-daigaku Tanki-daigakubu (千葉経済大学短期大学部)
- Japonská křesťanská Junior College (日本基督教短期大学)
- Univerzita Uekusa Gakuen Junior College (植草学園短期大学)

32 soukromých odborných učilišť
Mezi významnější patří:
- Dívčí odborné učiliště v Čibě (千葉女子専門学校)
- Čibské prefekturální Zemědělské odborné učiliště (千葉県立農業大学校)
- Mezinárodní Zdravotní odborné učiliště (国際医療福祉専門学校)
- Doškolovací ústav pro školní právníky Óhara (学校法人大原学園)

vyšší střední školy
prefekturní
- 5 ve čtvrti Čúó-ku (中央区), 2 v Hanamigawa-ku (花見川区), 4 v Inage-ku (稲毛区), Toke-kótógakkó (土気高等学校) v Midori-ku (緑区), 4 v Mihama-ku (美浜区) a 4 ve Wakaba-ku (若葉区) (celkem 20)

městské
- po jedné ve čtvrtích Inage-ku a Mihama-ku

soukromé
- 4 ve čtvrti Čúó-ku, 2 v Inage-ku, 2 v Mihama-ku a 1 ve Wakaba-ku (celkem 9)

střední školy
56 městských
1 státní
1 prefekturní
3 soukromé
základní školy
113 městských
1 státní
1 soukromá

## Obyvatelstvo
Podle odhadu z 1. prosince 2015 má město 968 883 obyvatel a hustotu zalidnění 3 565 ob./km². Celková rozloha je 271,76 km².

## Původ názvu
Město a prefektura odvozují svůj název od mocného klanu Čiba (千葉氏 [Čiba-ši]), který sám je větví ještě významnějšího klanu Taira (平氏/平家 - [Heiši/Heike]) a který od počátku 12. století (moc tohoto klanu zprvu stoupala, ale definitivně byla oslabena v období Muromači; potomci tohoto rodu zde žijí dodnes) tuto oblast, která se tehdy nazývala Šimósa, ovládala. Samotné rodové jméno se skládá ze znaků 千 [či] - tisíc a 葉 [ha] - lístků.

## Rodáci
- Masae Suzukiová (* 1957) – fotbalistka
- Juika Sugasawaová (* 1990) – fotbalistka

## Partnerská města
- Houston, Texas, Spojené státy americké
- Severní Vancouver, Britská Kolumbie, Kanada
- Montreux, Švýcarsko
- Tchien-ťin, Čína
- Wu-ťiang, Čína
- Asunción, Paraguay
- Quezon City, Filipíny